# 陳氏太極拳図説
陳氏太極拳図説（陳氏太極拳圖説・ちんしたいきょくけんずせつ）とは、中国河南省焦作市温県陳家溝出身（陳氏十六世）の武術家陳品三（陳鑫・Chén Xin）が、1908年から1919年までの12年の歳月をかけて書き上げた、陳氏太極拳小架式一路 についての詳細な解説が記された拳譜（伝書）である。全4巻、各巻20~40万字（原稿用紙にして約3千枚相当）の膨大な規模の大著であり、そのボリュームと密度の濃さは、太極拳のみならず中国拳術の世界でも非常に希なものである。
陳鑫の没後、その志しを継いだ子の陳春元に、当時、陳家溝に赴いて太極拳を研究していた陳泮嶺などが協力し、技術書として出版された。
陳鑫はこの本の中で、自らを称して「父からは文を学ぶように命ぜられ、高尚な太極拳の最高境地には至らない。」としながらも、祖父の陳有恒、叔祖父の陳有本、父の陳仲生、叔父の陳季生、兄の陳土へと伝承されてきた一族の小架式の真伝が、やがて失伝してしまうことを心配し、太極拳の真髄を微細深遠なところから理解し易いところまで、全てを分かりやすく包み隠さず表現したと述べている。
陳氏太極拳圖説は全四巻から構成され、現在は1冊の本に纏められている。
その内容は次のとおりである。
【1】巻首
宇宙の生成・構造・進化原理の説明。
陳氏太極拳の原理説明。
気と経絡の説明。
太極拳全般についての詳細な説明。
【2】太極拳勢巻一
太極拳学習者の心得。
第1動作から第12動作までの詳細な説明。
【3】太極拳勢巻二
第13動作から第36動作までの詳細な説明。
【4】太極拳勢巻三
第37動作から第64動作までの詳細な説明。
付録。